# Campanula zangezura
Campanula zangezura là loài thực vật có hoa trong họ Hoa chuông. Loài này được (Lipsky) Kolak. & Serdyuk. mô tả khoa học đầu tiên năm 1980.